# Galium concinnum
Galium concinnum là một loài thực vật có hoa trong họ Thiến thảo. Loài này được Torr. & A.Gray mô tả khoa học đầu tiên năm 1841.

## Hình ảnh

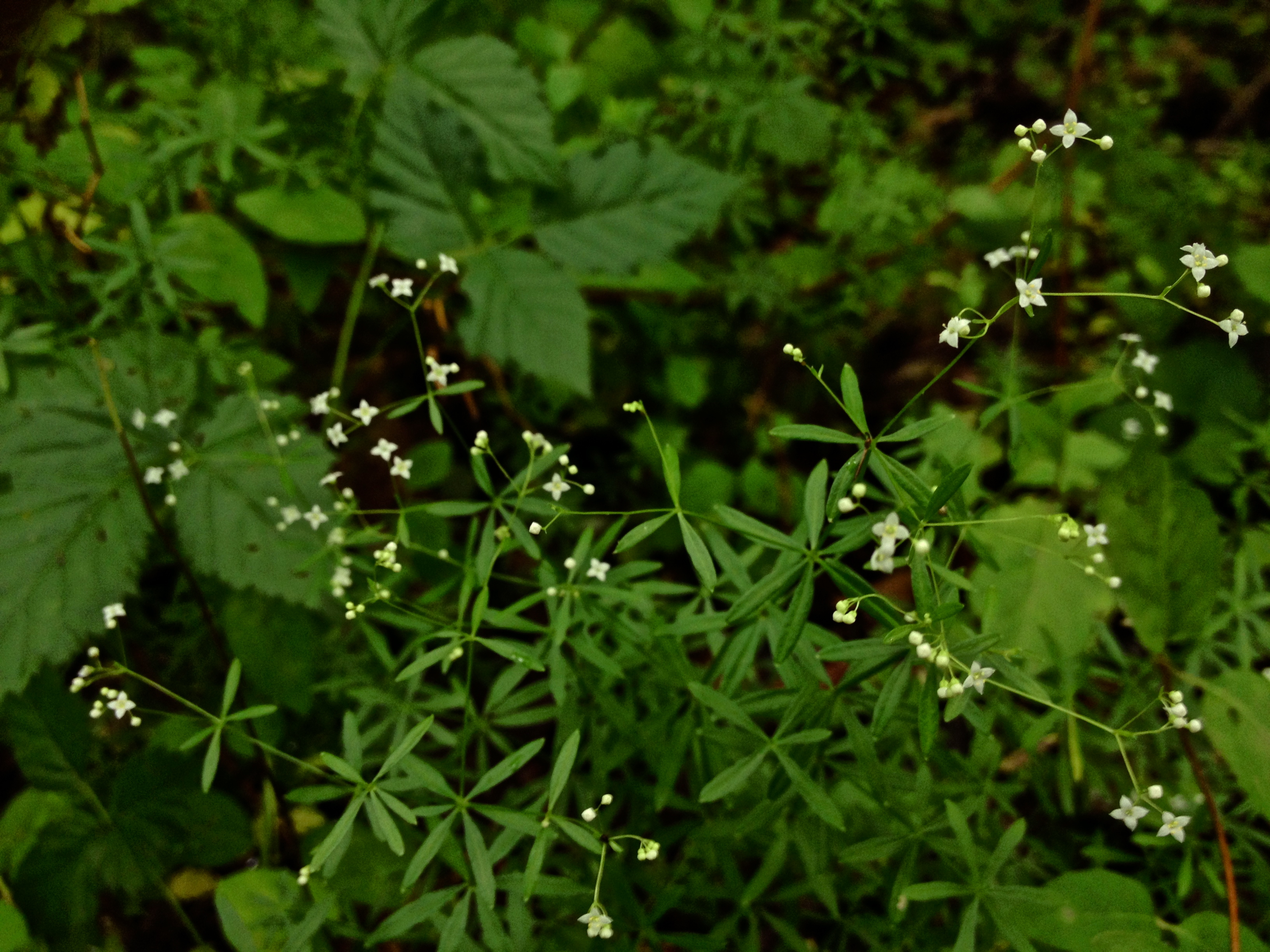